# دیمنتس کریشانیس
دیمنتس کریشانیس (انگلیسی: Dimants Krišjānis؛ زادهٔ ۱۵ سپتامبر ۱۹۶۰) قایقران روئینگ اهل لتونی است.